# NGC 5286
NGC 5286 (również GCL 26 lub ESO 220-SC38) – gromada kulista znajdująca się w gwiazdozbiorze Centaura. Odkrył ją James Dunlop 29 kwietnia 1826 roku. Jest położona w odległości ok. 38,2 tys. lat świetlnych od Słońca oraz 29 tys. lat świetlnych od centrum Galaktyki.